# Bursera simplex
Bursera simplex är en tvåhjärtbladig växtart som beskrevs av Rzed. & Calderón. Bursera simplex ingår i släktet Bursera och familjen Burseraceae. Inga underarter finns listade i Catalogue of Life.